# Wyspa kontynentalna
Wyspa kontynentalna – wyspa, której historia geologiczna związana jest bezpośrednio z sąsiednim kontynentem, powstała poprzez oderwanie się od niego masy lądu bądź utworzenie cieśniny przez transgresję morza. Zazwyczaj pod względem budowy geologicznej, ukształtowania powierzchni oraz szaty roślinnej i świata zwierząt są zbliżone do sąsiednich lądów, czyli posiadają skorupę kontynentalną.
Wyspę kontynentalną oddzieloną od kontynentu przez ryfting określa się mianem mikrokontynentu. Taką wyspą jest np. Madagaskar. Wyspy takie jak Tasmania i Nowa Gwinea, znajdujące się na szelfie kontynentalnym Australii, dzielą od głównego lądu morza szelfowe, które w okresie niskiego poziomu wód Oceanu Światowego wycofywały się, odsłaniając suchy ląd.